# بعد السقوط (مسلسل)
بعد السقوط مُسلسل سوري من تأليف غسان زكريا وبلال شحادات وإخراج سامر برقاوي وإنتاج 2010.

## بطولة
أمل عرفة - عبد المنعم عمايري - صفاء سلطان - باسم ياخور - قاسم ملحو - جهاد سعد - اندريه سكاف - وائل شرف - سلافة عويشق - رنا شميس - جانيار حسن .

## قصة المسلسل
تدور أحداث العمل بأحد الأحياء العشوائية بدمشق، حيث ينهار بناء مؤلف من ستة طوابق، كل طابق منها يحتوي على شقة. إثر الانهيار، يبقى كل من كان في البناء لحظة انهياره تحت الأنقاض بمصير مجهول بالنسبة إلى من هم في الخارج من الجيران، الأقارب، الأصدقاء، قوات الدفاع المدني التي تبدأ بمحاولات إنقاذ من يمكن إنقاذه، بالتوازي مع رصد المسلسل لمحاولات الإنقاذ، يرصد المسلسل أيضاً حياة من هم تحت الأنقاض ومحاولاتهم للنجاة إلى حين وصول النجدة. ويتخلل الحلقات مشاهد من حياة هذه الشخصيات حدثت قبل سقوط هذا البناء. وترتبط تلك المشاهد بالطبع بما يجري تحت الأنقاض باستخدام تقنية الفلاش باك.رغم كارثية ما يجري، نكتشف أن بعض الشخصيات شكل لها انهيار هذا البناء إنقاذاً من الكثير من المشاكل التي كان يمكن أن تحدث، ورغم تحرير البعض من مشاكلهم، يبقى هذا الانهيار الكارثة الكبرى بالطبع، لا سيما مع محاولات من هم تحت الأنقاض اليائسة في الخروج السريع. حيث يصل أهل البناء إلى مراحل يأس يظنون فيها أنهم سيموتون في هذا المكان (كأن تنفجر مصارف الماء في القبو الذي هم محبوسون فيه، أو كأن يصل تسرب غاز من مكان ما إلى درجة يوشكون على الاختناق). لكن نتيجة الشجاعة التي تتأتى من الاقتراب الحقيقي من الموت، يستطيع هؤلاء الأشخاص دائماً إنقاذ أنفسهم في كل مرة ولكن بعد جهد شديد. مع مرور الزمن على الشخصيات تحت الأنقاض، تستطيع قوى الدفاع المدني رفع الأنقاض وإنقاذ من ما يزال حياً.